# منطقه بولولو
منطقه بولولو یکی از منطقه های استان موروبه واقع در کشور پاپوآ گینه نو می باشد. مرکز این منطقه بولولو است. این منطقه خود از ۶ فرمانداری محلی تشکیل می گردد که هر فرمانداری به منظور سهولت در امر آمارگیری خود به چند بخش تقسیم می شود.

## تقسیمات
این منطقه دارای ۶ فرمانداری محلی است که اسامی آن ها به شرح زیر است:
- فرمانداری محلی روستایی مومنگ
- فرمانداری محلی روستایی واریا
- فرمانداری محلی روستایی واتوت
- فرمانداری محلی شهری وائو-بولولو
- فرمانداری محلی روستایی وائو
- فرمانداری محلی روستایی بوآنگ